# Ирска на Европском првенству у атлетици на отвореном 1946.
Ирска је учествовала на 3. Европском првенству у атлетици на отвореном 1946. одржаном у Ослу од 22. до 25. августа. Ово је било 1. европско првенство у атлетици на отвореном на којем је Ирска учествовала. Репрезентацију Ирске представљао је 1 такмичар који се такмичио у бацању кугле.
На овом првенству представник Ирске није освојио медаљу нити је оборио неки рекорд. 

## Учесници
Мушкарци:
- Dave Guiney — Бацање кугле

## Резултати

### Мушкарци
| Атлетичар   | Дисциплина   | Лични рекорд | Квалификације | Квалификације | Полуфинале | Полуфинале | Финале   | Финале  | Детаљи   |
| Атлетичар   | Дисциплина   | Лични рекорд | Резултат      | Место         | Резултат   | Место      | Резултат | Место   | Детаљи   |
| ----------- | ------------ | ------------ | ------------- | ------------- | ---------- | ---------- | -------- | ------- | -------- |
| Dave Guiney | Бацање кугле |              |               |               |            |            | 13,57    | 11 / 13 | стр 369. |